# أونجودجو
أونجودجو هي بلدة تقع في جزيرة أنجوان في جزر القمر. بلغ عدد سكانها 6487 نسمة حسب إحصاء عام 1991.